# Chonocephalus mexicanus
Chonocephalus mexicanus är en tvåvingeart som beskrevs av Filippo Silvestri 1911. Chonocephalus mexicanus ingår i släktet Chonocephalus och familjen puckelflugor. Inga underarter finns listade i Catalogue of Life.